# Bregałnica Sztip
Bregałnica Sztip (maced. ФК Брегалница) – północnomacedoński klub piłkarski z miasta Sztip.

## Historia
Chronologia nazw:
- 1921–2004: FK Bregałnica Sztip
- 2004–200?: FK Bregałnica Kraun Sztip
- od 200?: FK Bregałnica Sztip

Klub został założony w 1921 roku jako FK Bregałnica Sztip. Uczestniczył w rozgrywkach lokalnych mistrzostw Jugosławii. W 1950 do klubu przyłączył się inny klub Wanco Prkew 1945 Sztip. Po proklamacji niepodległości Macedonii klub startował w mistrzostwach Macedonii. W pierwszym sezonie zajął 16. miejsce w I lidze i spadł do II ligi. W latach 1996–1998 oraz 2004-2007 występował w I lidze. W 2004 zmienił nazwę na FK Bregalnica Kraun Štip, ale potem przywrócił do historycznej nazwy. W sezonie 2009/10 zajął 4. miejsce w II lidze i powrócił do I ligi.

## Sukcesy
- Macedońska Republikańska Liga:
  - mistrz (4): 1964, 1967, 1976, 1984
- Prwa Fudbalska Liga:
  - 6.miejsce (1): 1997
- Puchar Macedonii:
  - półfinalista (1): 2006

## Stadion
Stadion Gradski w Sztipie może pomieścić 4,000 widzów.